# Francesco Biasin
Francesco Biasin (Terrassa Padovana, 6 settembre 1943) è un vescovo cattolico e missionario italiano, dal 13 marzo 2019 vescovo emerito di Barra do Piraí-Volta Redonda.

## Biografia
Francesco Biasin è nato ad Arzercavalli di Terrassa Padovana il 6 settembre 1943 da Attilio e Vittoria Lazzarin.

### Formazione e ministero sacerdotale
Ha studiato presso il seminario minore e poi in quello maggiore di Padova. Dal 1969 al 1971 ha seguito il corso di specializzazione in catechesi presso i salesiani a Milano. Nel 1972 ha frequentato un corso di spiritualità sacerdotale presso la scuola sacerdotale dei focolari a Frascati.
Il 20 aprile 1968 è stato ordinato presbitero per la diocesi di Padova. In seguito è stato vicario parrocchiale della parrocchia di San Bartolomeo apostolo a Fossò, assistente ecclesiastico dell'Azione Cattolica del vicariato e professore di religione nelle scuole statali dal 1968 al 1972.
Nel 1972 è stato inviato nella diocesi di Petrópolis, in Brasile, come missionario fidei donum. Ha prestato servizio come parroco di San Sebastiano a Duque de Caxias dal 1972 al 1985; parroco della cattedrale di San Pietro d'Alcantara a Petrópolis; vicario generale di Duque de Caxias e membro dell'équipe dirigente della commissione regionale dei presbiteri della Conferenza nazionale dei vescovi del Brasile dal 1985 al 1990; vicario parrocchiale di Nossa Senhora da Guía nella diocesi di Itaguaí nel 1990; direttore spirituale e professore di pastorale e teologia spirituale nel seminario interdiocesano "Paolo VI" a Nova Iguaçu dal 1991 al 2003; vicario generale della diocesi di Itaguaí dal 1991 al 1998; coordinatore diocesano per la pastorale della diocesi di Itaguaí dal 1991 al 2002; parroco di Santa Teresina a Itaguaí dal 1994 al 2000; amministratore diocesano di Itaguaí nel 1998; coordinatore, professore ed animatore del corso di iniziazione alla teologia per i laici della diocesi di Itaguaí dal 1998 al 2000 e parroco di Nossa Senhora da Guía a Mangaratiba dal 2001 al 2003.
Rientrato in Italia, nei quattro mesi precedenti alla nomina episcopale ha ricoperto gli incarichi di responsabile dell'ufficio missionario diocesano e di direttore diocesano delle Pontificie Opere Missionarie.

### Ministero episcopale
Il 23 luglio 2003 papa Giovanni Paolo II lo ha nominato vescovo di Pesqueira. Ha ricevuto l'ordinazione episcopale il 12 ottobre successivo nella piazza della cattedrale di Sant'Agata a Pesqueira dal vescovo di Caruaru Bernardino Marchió, co-consacranti il vescovo di Padova Antonio Mattiazzo e il vescovo emerito di Itaguaí Vital João Geraldo Wilderink.
Nel settembre del 2009 ha compiuto la visita ad limina.
L'8 giugno 2011 papa Benedetto XVI lo ha nominato vescovo di Barra do Piraí-Volta Redonda. Ha preso possesso della diocesi il 28 agosto successivo.
Il 27 ottobre 2012 lo stesso pontefice lo ha nominato membro del Pontificio consiglio per il dialogo interreligioso.
Il 13 marzo 2019 papa Francesco ha accettato la sua rinuncia al governo pastorale della diocesi per raggiunti limiti di età.
In seno alla Conferenza nazionale dei vescovi del Brasile è presidente della commissione speciale per i vescovi emeriti dall'aprile del 2019. In precedenza è stato presidente della commissione per l'ecumenismo e il dialogo interreligioso dall'11 maggio 2011 al 2015.
Dal 4 dicembre 2023 al 22 febbraio 2025 ha ricoperto l'ufficio di amministratore apostolico di Corumbá.

## Genealogia episcopale
La genealogia episcopale è:
- Cardinale Scipione Rebiba
- Cardinale Giulio Antonio Santori
- Cardinale Girolamo Bernerio, O.P.
- Arcivescovo Galeazzo Sanvitale
- Cardinale Ludovico Ludovisi
- Cardinale Luigi Caetani
- Cardinale Ulderico Carpegna
- Cardinale Paluzzo Paluzzi Altieri degli Albertoni
- Papa Benedetto XIII
- Papa Benedetto XIV
- Papa Clemente XIII
- Cardinale Bernardino Giraud
- Cardinale Alessandro Mattei
- Cardinale Pietro Francesco Galleffi
- Cardinale Giacomo Filippo Fransoni
- Cardinale Carlo Sacconi
- Cardinale Edward Henry Howard
- Cardinale Mariano Rampolla del Tindaro
- Cardinale Joaquim Arcoverde de Albuquerque Cavalcanti
- Arcivescovo Luís Raimundo da Silva Brito
- Arcivescovo Augusto Álvaro da Silva
- Arcivescovo Marcolino Esmeraldo de Souza Dantas
- Vescovo José Adelino Dantas
- Vescovo Acácio Rodrigues Alves
- Vescovo Bernardino Marchió
- Vescovo Francesco Biasin